# Тоидзе, Александра Моисеевна
Алекса́ндра Тоидзе (груз. ალექსანდრა თოიძე; 11 марта 1907, Тифлис, Тифлисская губерния, Российская Империя — 30 мая 1985, Тбилиси, Грузинская ССР, СССР) — советская и грузинская актриса театра и кино. Народная артистка Грузинской ССР (1950).

## Биография
Родилась 11 марта 1907 года в семье грузинского живописца, ученика Ильи Репина — Моисея Тоидзе и русской художницы, одной из первых женщин-профессиональных художников России, Александры Сутиной. Братья Александры тоже стали знаменитыми художниками — Ираклий (старший) лауреат четырёх Сталинских премий, автор плаката «Родина-мать зовёт!»; Георгий (младший), автор памятников Шоте Руставели, Ленину, Н. Е. Жуковскому, космонавту В. Волкову.
В 1924 году окончила Тифлисскую женскую гимназию.
Закончила актёрскую школу при «Госкинопроме» Грузии (1936).
С 1937 года — в Театре Руставели (Тбилиси).
Снималась в кино с 1925 года.
Скончалась 30 мая 1985 года. Похоронена в Дидубийском пантеоне писателей и общественных деятелей.

## Награды
- 1950 — Народная артистка Грузинской ССР.

## Фильмография
- 1959 — «День последний, день первый» — Марьяна Дмитриевна, мать Важи
- 1954 — «Стрекоза» — Нато, тётка Маринэ в Тбилиси
- 1948 — «Кето и Котэ» — эпизод
- 1941 — «Сокровища Ценского ущелья» — Тина
- 1938 — «Дама в зелени» (не был завершён) — главная роль
- 1936 — «Путешествие в Арзрум» — Маро
- 1936 — «Первый день»
- 1934 — «Приданое Жужуни» — Жужуна, дочь кузнеца
- 1930 — «Расставание (фильм)» — Кето, дочь Серго
- 1929 — «В последний час» (короткометражный) — Дина
- 1929 — «В город входить нельзя» — Ирина
- 1926 — «Дина Дза-Дзу» — Дина